# Масляний насос (двигун внутрішнього згоряння)

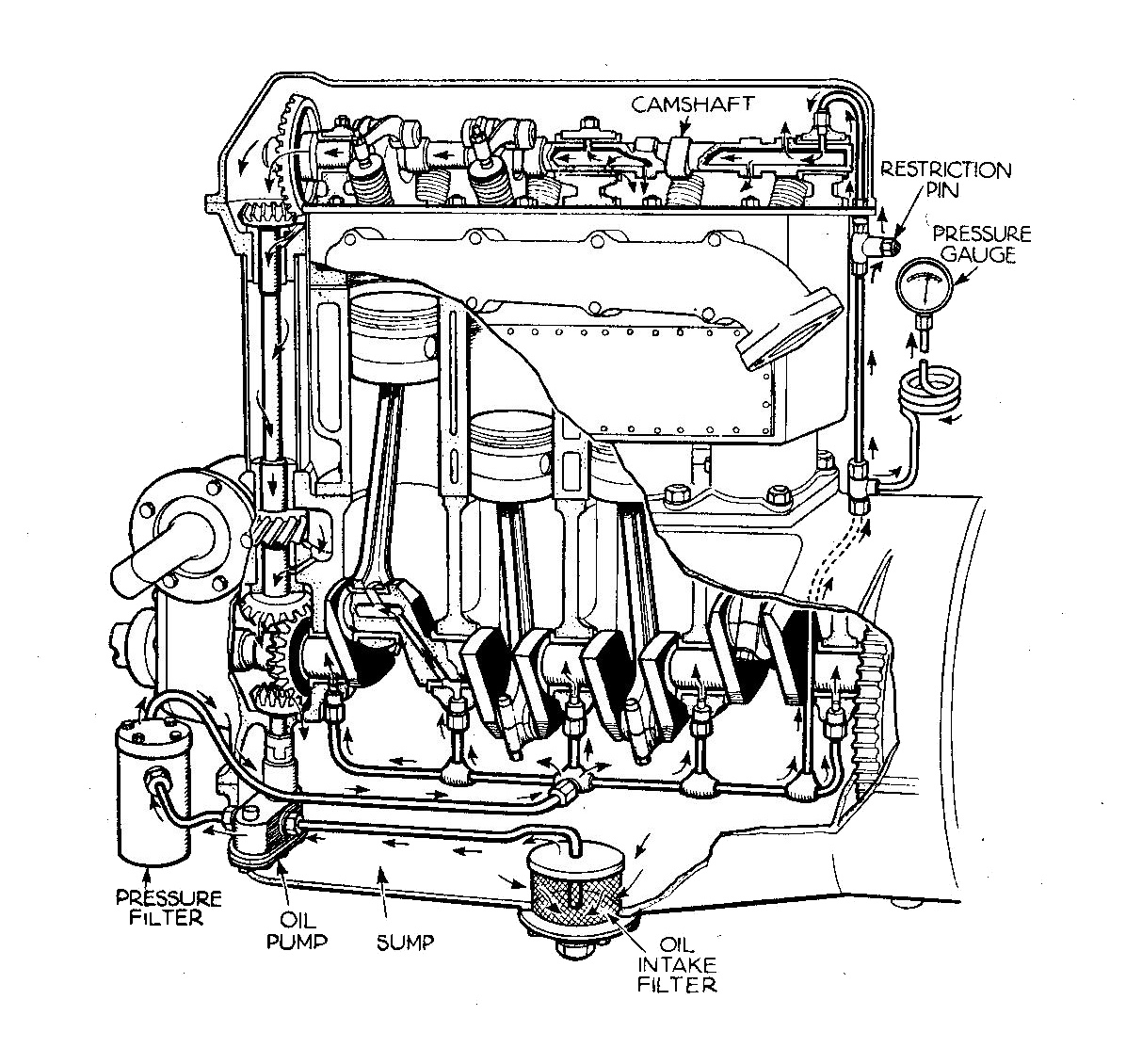
Система циркуляції масла

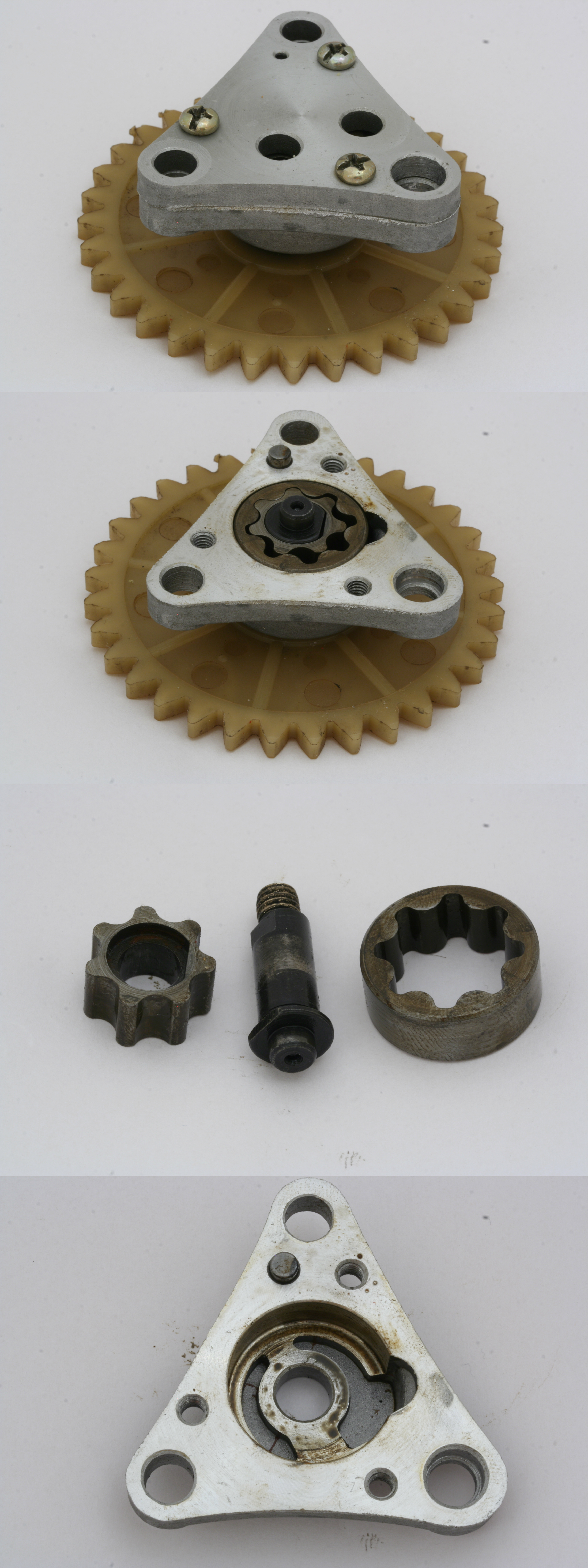
Масляний насос героторного типу від двигуна скутера

Масляний насос — частина двигуна внутрішнього згоряння, в якій циркулює моторне масло під тиском до підшипників, що обертаються, поршнів ковзання та розподільного вала двигуна. Це змащує підшипники, дозволяє використовувати рідинні підшипники з більшою ємністю, а також сприяє охолодженню двигуна.
Окрім основного призначення для змащування, олива під тиском все частіше використовується як гідравлічна рідина для живлення малих приводів. Одне з перших помітних застосувань у такий спосіб було для гідравлічних штовхачів у розподільному валу та приводі клапанів. Останнім часом дедалі частіше використовують натягувач для ременя ГРМ або варіатори для систем зміни фаз газорозподілу.

## Насоси

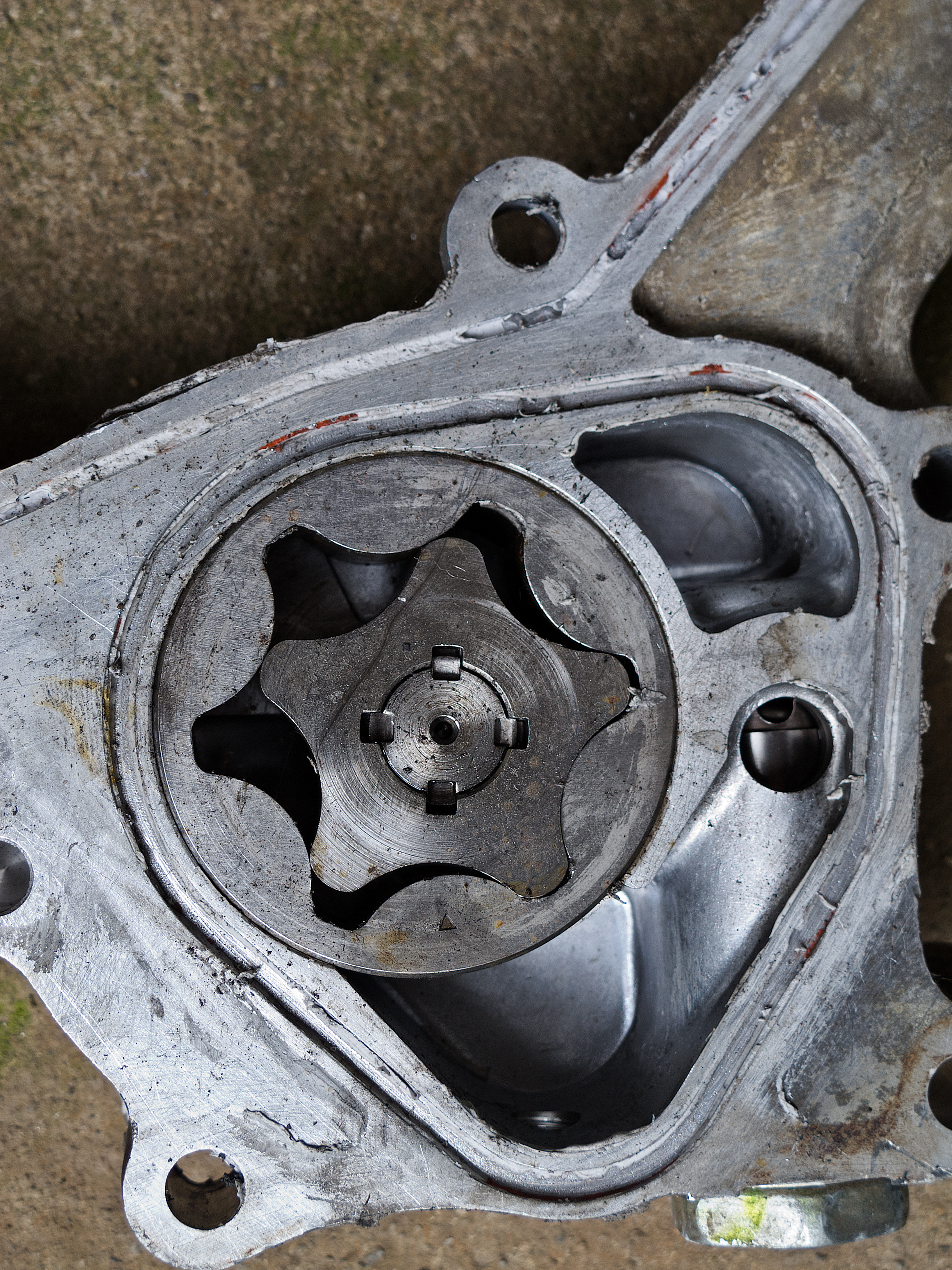
Масляний насос від автобуса Тойота Coaster (двигун типу 1HZ)

Тип використовуваного насоса може бути різним. Зубчасті насоси трохоїдні насоси та пластинчасті насоси — усі вони широко використовуються. Плунжерні насоси використовувалися в минулому, але зараз вони використовуються рідко, для невеликих двигунів.
Щоб уникнути необхідності заливки, насос завжди встановлюють знизу, або зануреним, або на рівні масла в картері двигуна. Коротка підбірна труба з простим сітчастим фільтром тягнеться до дна відстійника.